# Metilacija
Znano je, da metilacija vpliva na strukturo kromatina preko histonov. Posledica metilacije histonov je bolj čvrsta kondenzirana oblika kromatina. To pomeni, da je z metilacijo otežen oz. preprečen kakršenkoli proces transkripcije ali pa popravljanja DNA. 
Metilacija poteka na lizinu ali argininu (redkeje) histonov H3 in H4. Vsak od lizinov lahko sprejme eno, dve ali tri metilne skupine, medtem ko lahko arginin sprejme le eno ali dve metilni skupini . 
V nasprotju z acetilacijo, ki kolerira transkripcijsko aktivacijo, metilacija histonov signalizira aktivacijo ali pa represijo transkripcije. Torej je aktivacija oz. represija transkripcije odvisna od količine metilacije .
Študije različnih organizmov zadnjih let so pokazale, da pri metilaciji histonov sodeluje več različnih encimov imenovanih metiltransferaze. Znano je, da metiltransferaze ne sodelujejo le pri metilaciji histonov, ampak tudi pri nekaterih drugih bioloških procesih, vse od formaciji heterokromatina, do regulacije transkripcije .
Do leta 2005 še ni bilo nobenih dokazov, da metilacija histonov direktno vpliva na dinamiko kromatina. Za acetilacijo je znano, da nevtralizira pozitiven naboj lizinov (vpliv preko elekrostatičnih mehanizmov), medtem ko metilacija ne spremeni naboja lizina ali argnina. Metilacija torej vpliva na kromatin preko drugačnih interakcij (npr. hidrofobnih)  Alternativna hipoteza prej omenjeni hipotezi pa trdi, da specifična metilacija aminokislin predstavlja vezavno mesto za različne druge proteine, ki uravnavajo downstream reakcije  .
Povzetek procesov na katere vpliva metilacija: 
- vpliva na transkripcijsko aktivnost DNA in na popravljalni mehanizmem DNA,
- histon H3 lizin 9 in lizin 27 trimetil je pomemben za močen stabilen kromatin,
- histon H3 lizin 9 dimetil je pomemben za gensko represijo,
- H4 lizin 20 trimetil je znak za raka pri človeku,
- H3 lizin 9 trimetil ima pomembno funkcijo pri mitozi.